# Ulica Owsiana we Wrocławiu

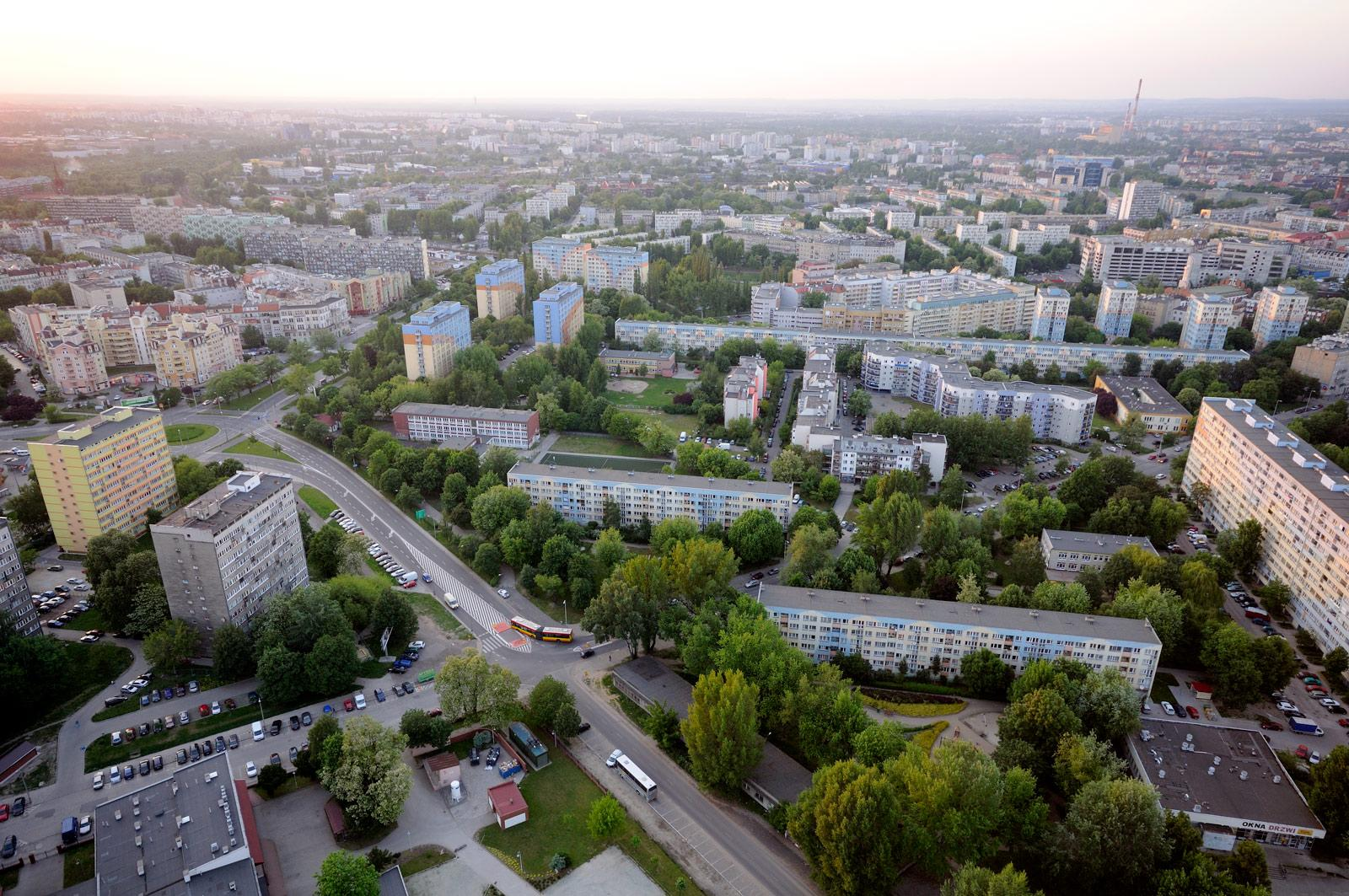
Osiedle Powstańców Śląskich i Gajowiceu-us

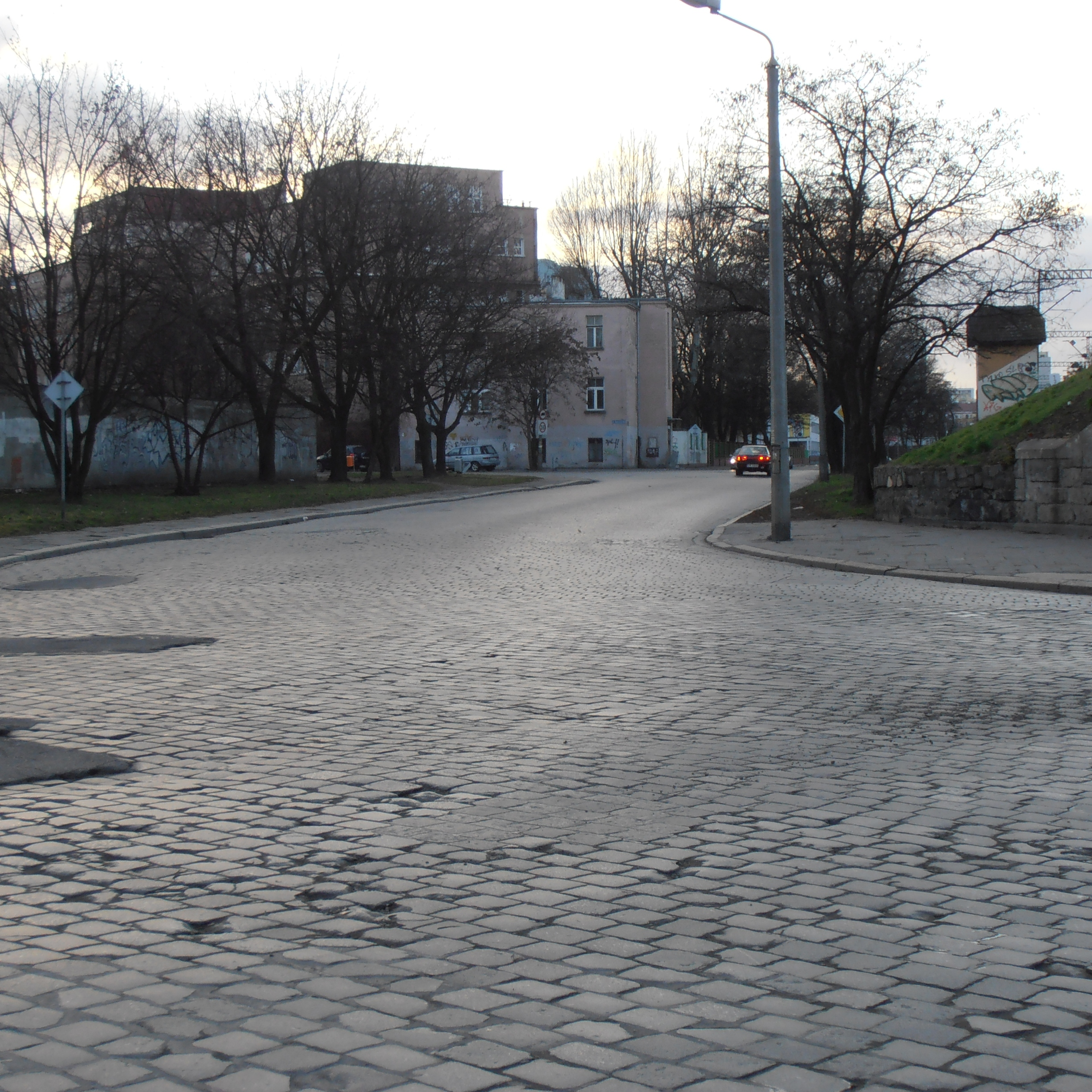
Od pl. Rozjezdnego w kierunku ul. Skwierzyńskiej

Ulica Owsiana – ulica położona we Wrocławiu, łącząca ulicę Swobodną z ulicą Zaporoską, na osiedlu Powstańców Śląskich w dawnej dzielnicy Krzyki. Ulica ma 520 m długości. Charakterystyczną cechą tej ulicy jest jej przebieg wzdłuż nasypu kolejowego, po jego południowej stronie.

## Historia
Ulica Owsiana położona jest na terenach należących niegdyś do dawnej wsi Gajowice. W XIX wieku granica miasta przebiegała wzdłuż polnej drogi, na śladzie której wytyczono w 1845 r. ówcześnie nową ulicę Friedrichstrasse, która dziś podzielona jest na trzy odrębnie nazwane ulice: Wojciecha Bogusławskiego, Kolejową i Nasypową. Już rok później, w 1846 r., zbudowano linię kolejową, łączącą trzy wrocławskie dworce kolejowe, w poziomie terenu, biegnącą dalej niż współcześnie na północ od ulicy Owsianej. Budowa linii kolejowej w poziomie terenu spowodowała ograniczenia w rozwoju zabudowy i przeszkadzała w codziennej komunikacji.
W latach 1900–1905 linię kolejową wyniesiono na estakadę kolejową, nasyp i wiadukty (estakada kolejowa we Wrocławiu), zbudowaną w latach 1900–1905 (1896–1901), przesuwając zachodni przebieg linii kolejowej nieco bardziej na południe.
Projekt tej ulicy powstał w planie regulacyjnym z 1895 r., a wytyczona została w 1904 r. przy nowo wzniesionym nasypie kolejowym. Rejon ten zabudowany został kamienicami czynszowymi, z wyjątkiem narożnej parceli przy skrzyżowaniu z ulicą Skwierzyńską przeznaczonej na szkołę. Powstało tu osiedle o zwartej, gęstej zabudowie pierzejowej w poszczególnych kwartałach ulic. Znaczna część zabudowy w tym rejonie uległa zniszczeniu w wyniku działań wojennych prowadzonych podczas oblężenia Wrocławia w 1945 r.
Około 1903 r. powstały pierwsze plany budowy szkoły, wraz z budynkiem pomocniczym (mieszkalnym) przy ulicy Skwierzyńskiej 1–7. Istnieją wzmianki, iż w projekcie uczestniczył Richard Plüddemann lub osoby z jego pracowni architektonicznej. Plany budowy zatwierdzono w 1908 r., a inwestycję zrealizowano w latach 1910–1911. 20 kwietnia 1911 r. nastąpiło uroczyste otwarcie Miejskiej Szkoły Wyższej dla Dziewcząt imienia Cesarzowej Augusty (Augusta-Schule Städtische Oberschule für Mädchen). W wyniku działań wojennych podczas oblężenia Wrocławia w 1945 r. budynek znacznie ucierpiał. Odbudowany w znacznie uproszczonej formie modernistycznej oddany został do użytku w 1950 r. Mieściły się tu szkoły powiązane z przemysłem chemicznym – Technikum Przemysłu Włókien Sztucznych Ministerstwa Przemysłu Chemicznego, od 1955 r. Technikum Chemiczne, później dołączając do tej szkoły Technikum Gazownicze. W 1994 r. utworzono tu także XXV Liceum Ogólnokształcące, natomiast od 2002 r. utworzono Zespół Szkół Chemicznych. Od 2007 r. mieści się tu Technikum nr 15 w ramach wymienionego zespołu szkół.
Po wojnie, do lat 70. i 80. XX wieku, ulica Owsiana oraz Swobodna i Sucha traktowane były jako droga tranzytowa przez miasto    . Wskazywania tej ulicy do tranzytu zaprzestano od początku lat 90. XX wieku .

## Nazwy
W swojej historii ulica nosiła następujące nazwy:
- Goetzenstrasse, do 1946 r.[5][28]
- Owsiana, od 1946 r.[1][4][5][28]

Niemiecka nazwa ulicy Goetzenstrasse upamiętniała hr. Friedricha Wilhelma von Götzena mł. (1767–1820), zmarłego w Kudowie pruskiego generała, a w latach 1806–1807 generalnego gubernatora Śląska. Współczesna nazwa ulicy została nadana przez Zarząd Wrocławia i ogłoszona w okólniku nr 12 z 7.03.1946 r. W okolicy oprócz ulicy Owsianej znajdują się trzy inne ulice o nazwach przyjętych od zbóż: Jęczmienna, Żytnia i Pszenna, przy czym znajdują się one, w przeciwieństwie do ulicy Owsianej, po północnej stronie nasypu kolejowego.

## Układ drogowy
Do ulicy Owsianej przypisana jest droga gminna nr 105828D o długości 520 m (numer ewidencyjny drogi G1058280264011). Od ulicy Swobodnej do placu Rozjezdnego obowiązuje ulica klasy zbiorczej, a od placu Rozjezdnego obowiązuje ulica klasy lokalnej. Na całej ulicy jezdnia ma nawierzchnię z granitowej kostki brukowej.
Ulica łączy się z następującymi drogami publicznymi, kołowymi, oraz innymi drogami:
| rodzaj       | droga                                                                                    | foto |
| ------------ | ---------------------------------------------------------------------------------------- | ---- |
| skrzyżowanie | ulica Swobodna (klasy lokalnej) – kontynuacja ulica Wincentego Stysia (klasy dojazdowej) |      |
| skrzyżowanie | plac Rozjezdny (klasy dojazdowej)                                                        |      |
| skrzyżowanie | ulica Skwierzyńska (klasy lokalnej)                                                      |      |
| skrzyżowanie | ulica Zaporoska                                                                          |      |

Ulica położona jest na działkach ewidencyjnych o łącznej powierzchni 8 450 m², wg poniższego zestawienia:
| numer                          | powierzchnia | zagospodarowanie | położenie                                                   | foto |
| ------------------------------ | ------------ | ---------------- | ----------------------------------------------------------- | ---- |
| nr 19/1, AM-43, obręb Południe | 479 m²       | droga gminna     | skrzyżowanie z ulicą Swobodną i Wincentego Stysia           |      |
| nr 4, AM-43, obręb Południe    | 7 971 m²     | droga gminna     | od ulicy Swobodnej i Wincentego Stysia do ulicy Zaporoskiej |      |

Ulica, wskazana jest dla ruchu rowerowego, a na odcinku jednokierunkowym od ulicy Zaporoskiej do ulicy Szczęśliwej przewidziano kontraruch. Ponadto wskazuje się tę ulicę jako istotną dla spójności przestrzeni publicznej osiedla. Ulicą Zaproską przebiegają linie autobusowe w ramach komunikacji miejskiej.

## Zabudowa i zagospodarowanie

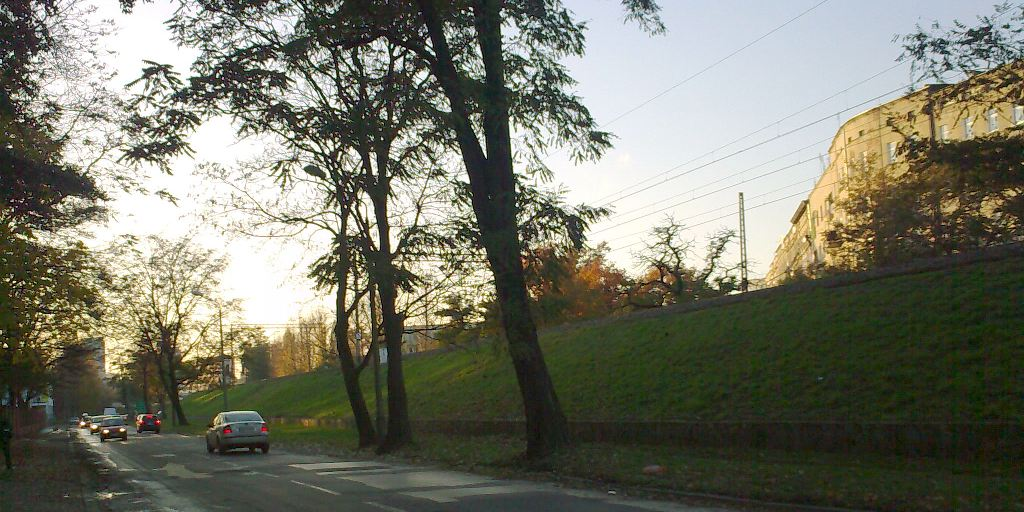
Nasyp kolejowy przy ulicy

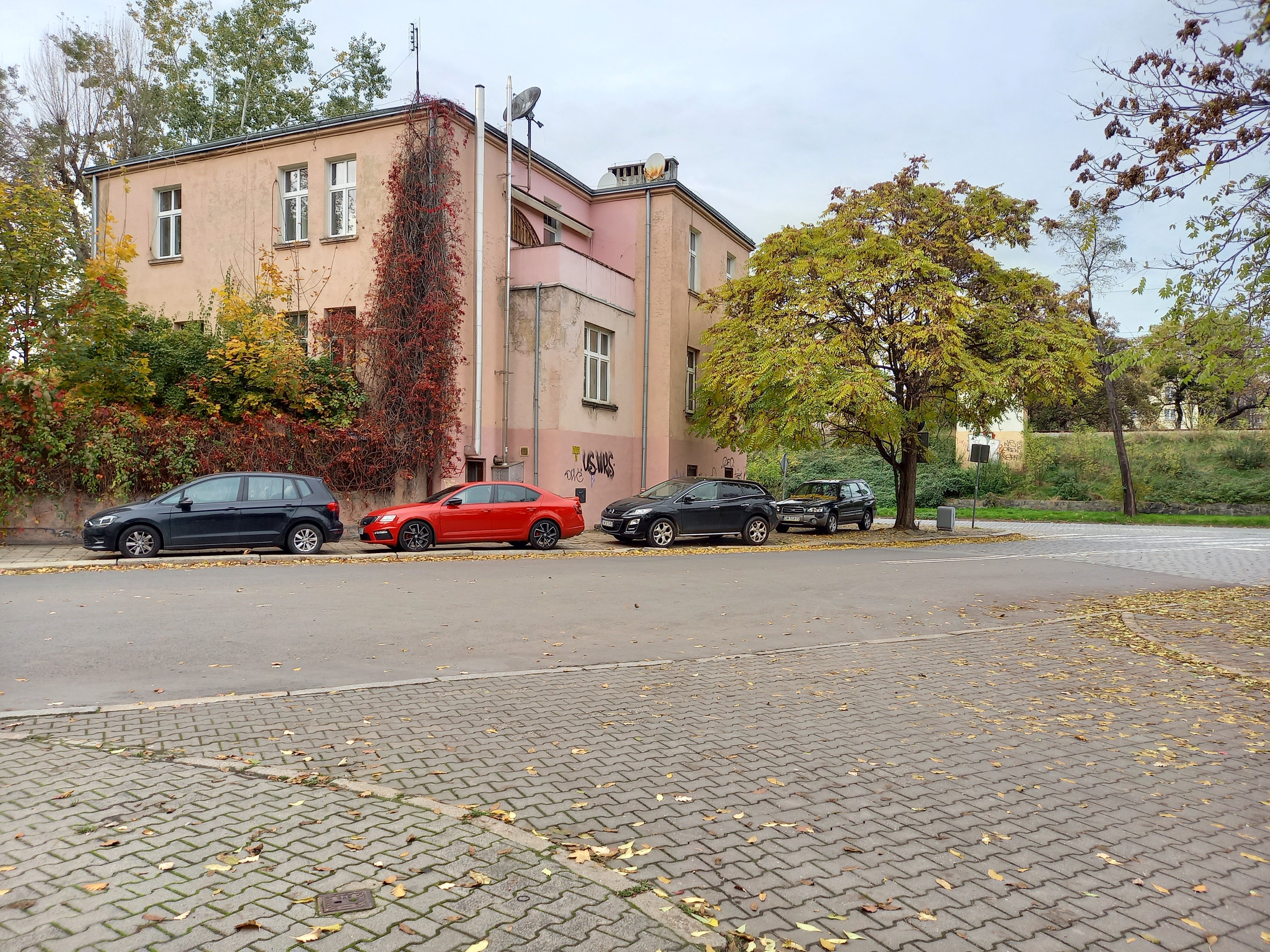
Ul. Owsiana 1

Po północnej stronie ulicy Owsianej znajduje się nasyp, na którym przebiegają linie kolejowe: linia kolejowa nr 271 i linia kolejowa nr 273 . Na odcinku ulicy Owsianej w ramach tego nasypu znajdują się trzy wiadukty umożliwiające ruch drogowy pod linią kolejową, odpowiednio w ciągach jezdni ulicy Wincentego Stysia, placu Rozjezdnego i ulicy Zaproskiej. Rozważa się budowę przystanku kolejowego w rejonie placu Rozjezdnego po północnej stronie ulicy Owsianej.
Początkowy odcinek ulicy Owsianej skręca nieco na południe, by połączyć się z ulicą Swobodną. Taki jego przebieg powoduje oddalenie od nasypu kolejowego. Na tak usytuowanej działce o kształcie w rzucie prostokątnym zbliżonym do trójkąta, otoczonej nasypem kolejowym oraz ulicami: Owsianą i Wincentego Stysia, znajduje się zabudowa zakładu świadczącego usługi w zakresie obsługi pojazdów mechanicznych, położonego na działce o powierzchni 1006 m² . Teren ten jednak przeznacza się pod skwer.
Południowa strona ulicy, od skrzyżowania z ulicą Wincentego Stysia do ulicy Skwierzyńskiej to zespoły jednokondygnacyjnych i jednostanowiskowych garaży oraz park kieszonkowy. Teren ten jednak przeznacza się docelowo po inne zagospodarowanie, w tym między innymi pod główny punkt zasilania, biura, skwery. Dalej na odcinku od ulicy Skwierzyńskiej do ulicy Zaporoskiej znajduje się zabudowa szkoły, w tym dom mieszkalny dla pracowników przy ulicy Owsianej 1 i gmach szkolny Technikum nr 15 przy ulicy Skwierzyńskiej 1–7, wraz boiskiem. Teren szkolny zajmuje powierzchnię 10 955 m². Dom mieszkalny ma trzy kondygnacje nadziemne. Dalej znajduje się budynek administracyjno-usługowy przy ulicy Owsianej 4–6, o dwóch kondygnacjach nadziemnych, w którym znajduje się obecnie siedziba Spółdzielni Pracy Usług Kominiarskich „Florian” oraz teren zieleni, za którym znajduje się blok mieszkalny przy ulicy Lubuskiej 5–7.
System Informacji Przestrzennej Wrocławia podaje, że przy ulicy znajdują się tylko dwa punkty adresowe: nr 1 i nr 4–6, mimo iż można znaleźć informację, że przy ulicy Owsianej 20 znajduje się wyżej wspomniany zakład motoryzacyjny .
Ulica przebiega przez teren o wysokości bezwzględnej od 118,6 do 119,6 m n.p.m.

## Zieleń

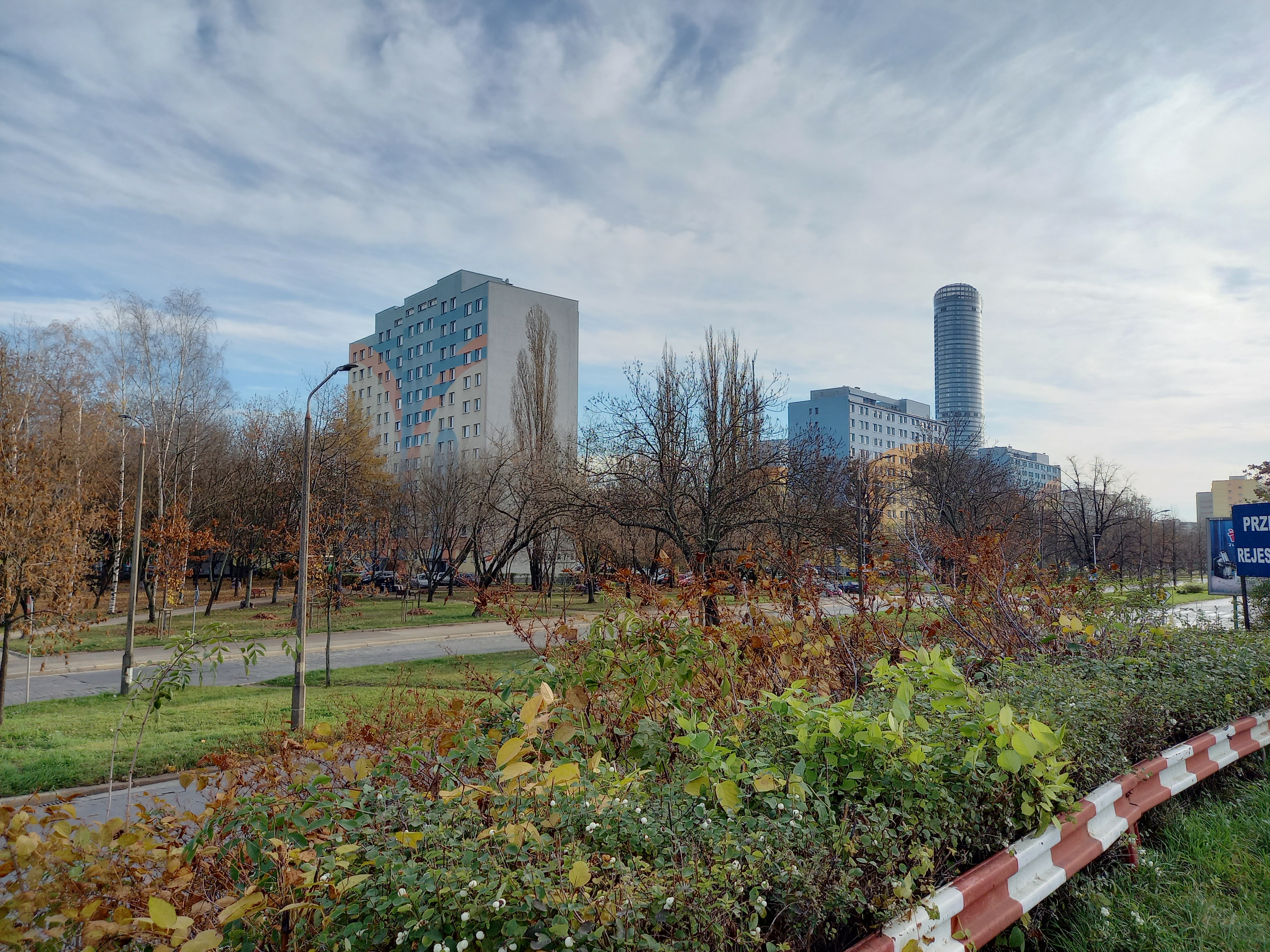
Zieleniec przy ul. Owsianej

W rejonie ulicy Owsianej znajdują się dwa tereny zieleni:
- park kieszonkowy Pod Srebrzystym Klonem, położony przy skrzyżowaniu ulicy Owsianej i Wincentego Stysia (południowo-zachodni narożnik skrzyżowania i naprzeciwko kościoła Św. Ignacego Loyoli)[61],
- boisko szkolne[63][64]
- Zieleniec przy ul. Owsianej, położony przy skrzyżowaniu ulicy Owsianej i Zaporoskiej (południowo-wschodni narożnik skrzyżowania)[70], o powierzchni 4086 m²[b][f][71].

## Demografia
Ulica przebiega przez dwa rejony statystyczne o wykazanej w poniższej tabeli gęstości zaludnienia i liczbie zameldowanych osób, przy czym dane pochodzą z 31.12.2020 r.
| Rejon statystyczny nr | Liczba osób zameldowanych | Gęstość zaludnienia [lud./km²] | położenie                                                                    |
| --------------------- | ------------------------- | ------------------------------ | ---------------------------------------------------------------------------- |
| 931312                | 666                       | 11458                          | od ul. Swobodnej i Wincentego Stysia do pl. Rozjezdnego i ul. Skwierzyńskiej |
| 931311                | 638                       | 7781                           | od pl. Rozjezdnego i ul. Skwierzyńskiej do ul. Zaporoskiej                   |

## Ochrona i zabytki
Ulica Owsiana w zakresie początkowego odcinka ulicy (od ulicy Swobodnej i Wincentego Stysia do placu Rozjezdnego) stanowi południową granicę obszaru objętego ochroną w ramach gminnej ewidencji zabytków o nazwie Przedmieście Południowe. Dla tego obszaru ochronie podlega przede wszystkim historyczny układ urbanistyczny kształtowany od XIII wieku, następnie od około 1840 r. do początku lat 60. XX wieku. Stan jego zachowania ocenia się na dobry i bardzo dobry. Przy ulicy i w najbliższym sąsiedztwie znajdują się następujące zabytki i inne obiekty historyczne:
| obiekt, położenie                                                    | powstanie, nr rej.                           | fotografia |
| -------------------------------------------------------------------- | -------------------------------------------- | ---------- |
| Wiadukt kolejowy na Wrocławskiej Estakadzie Kolejowej plac Rozjezdny | około 1900–1904 r. rodzaj ochrony: gez, mpzp |            |
| Wiadukt kolejowy ulica Zaporoska                                     | około 1900–1904 r. rodzaj ochrony: inny      |            |

## Osiedle kompletne

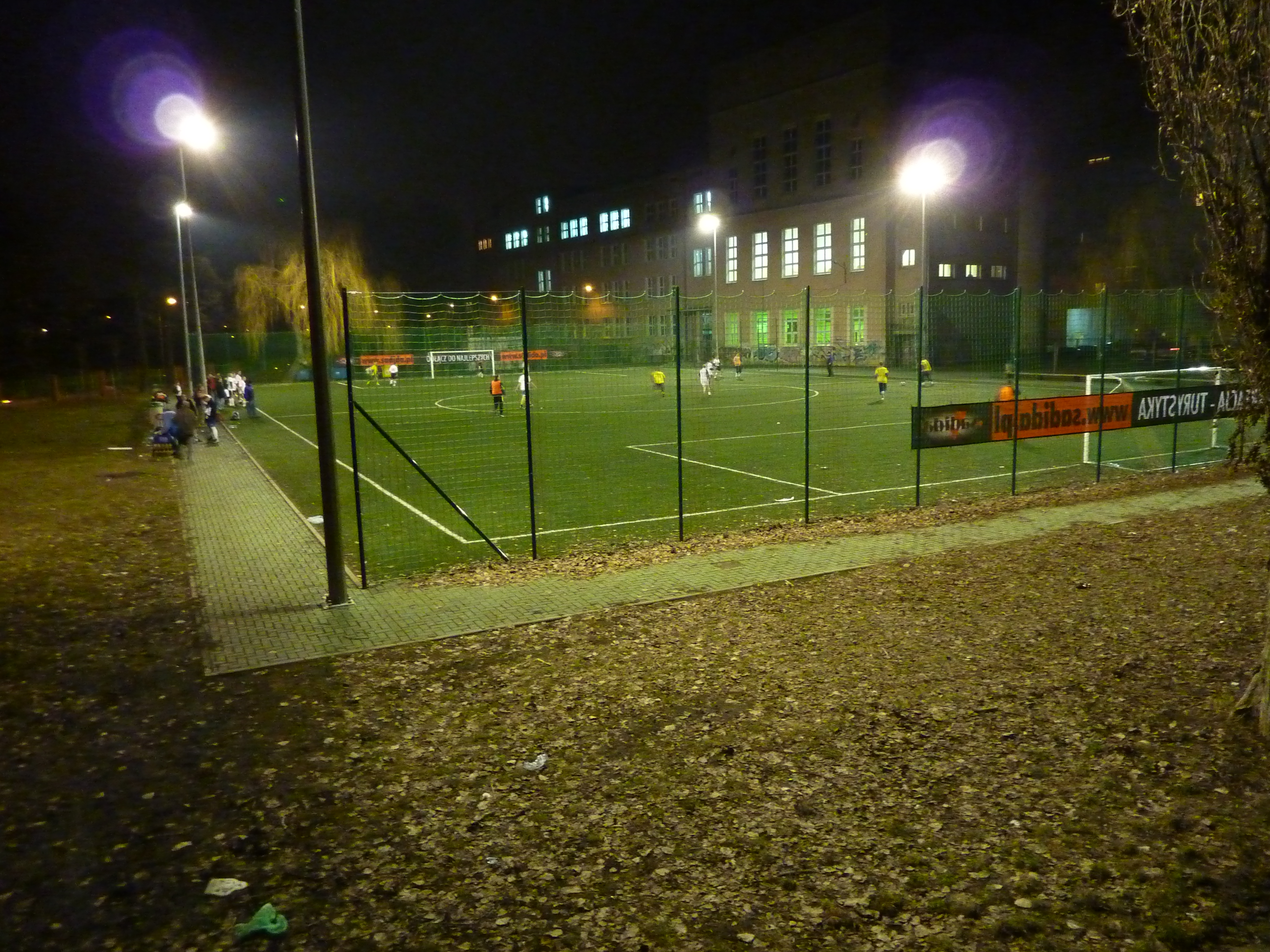
Boisko szkolne

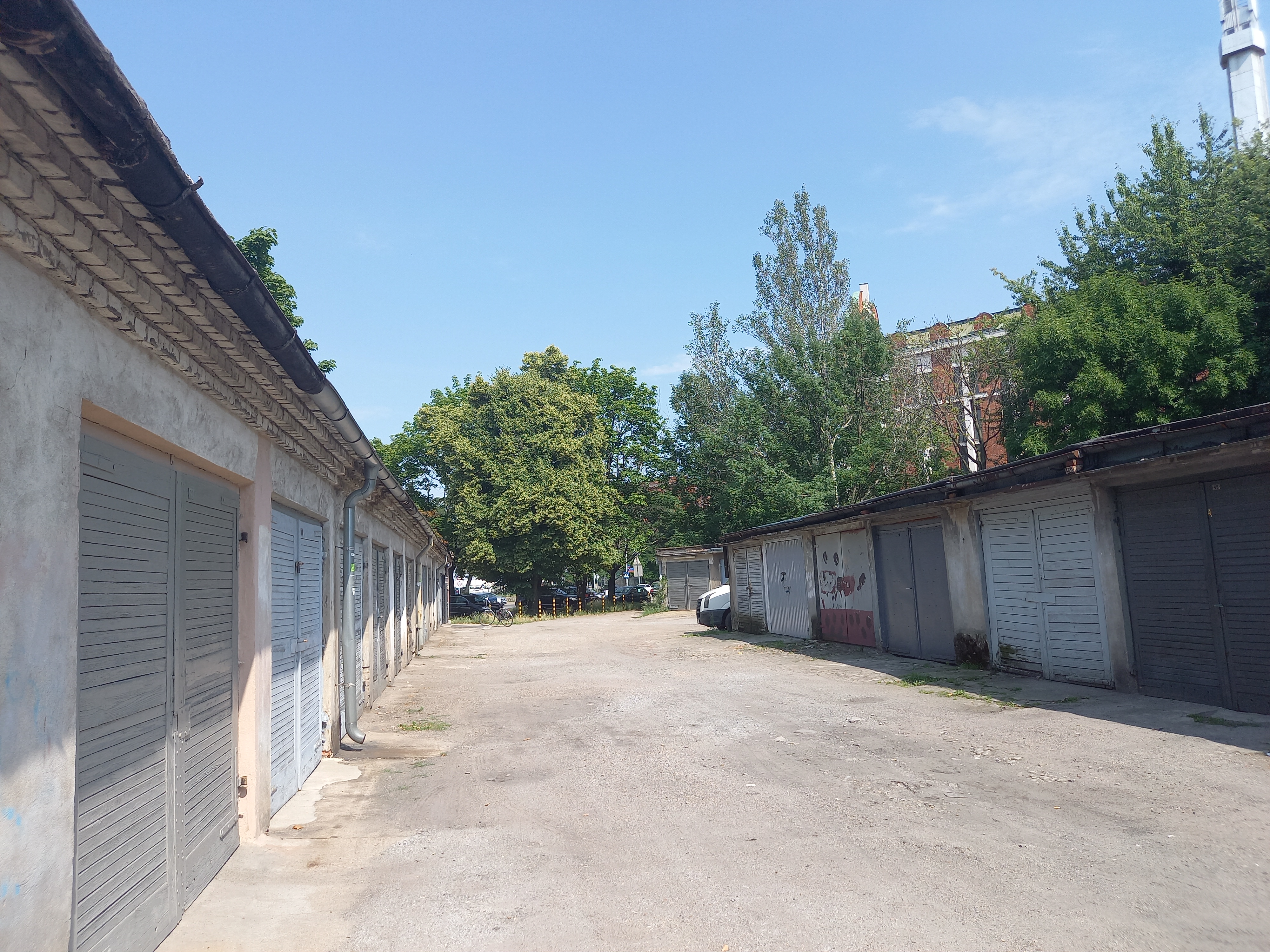
Garaże

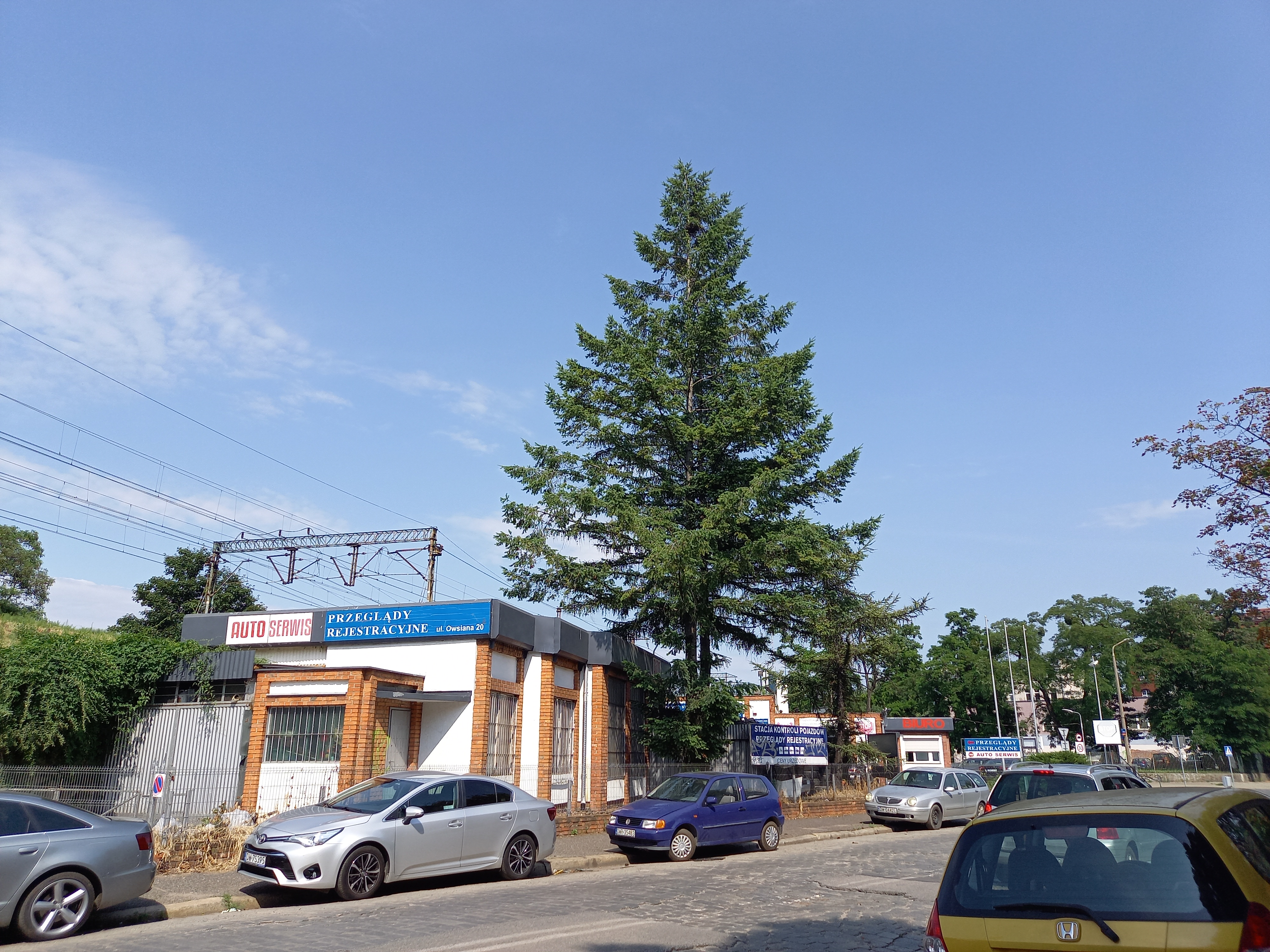
Zakład motoryzacyjny

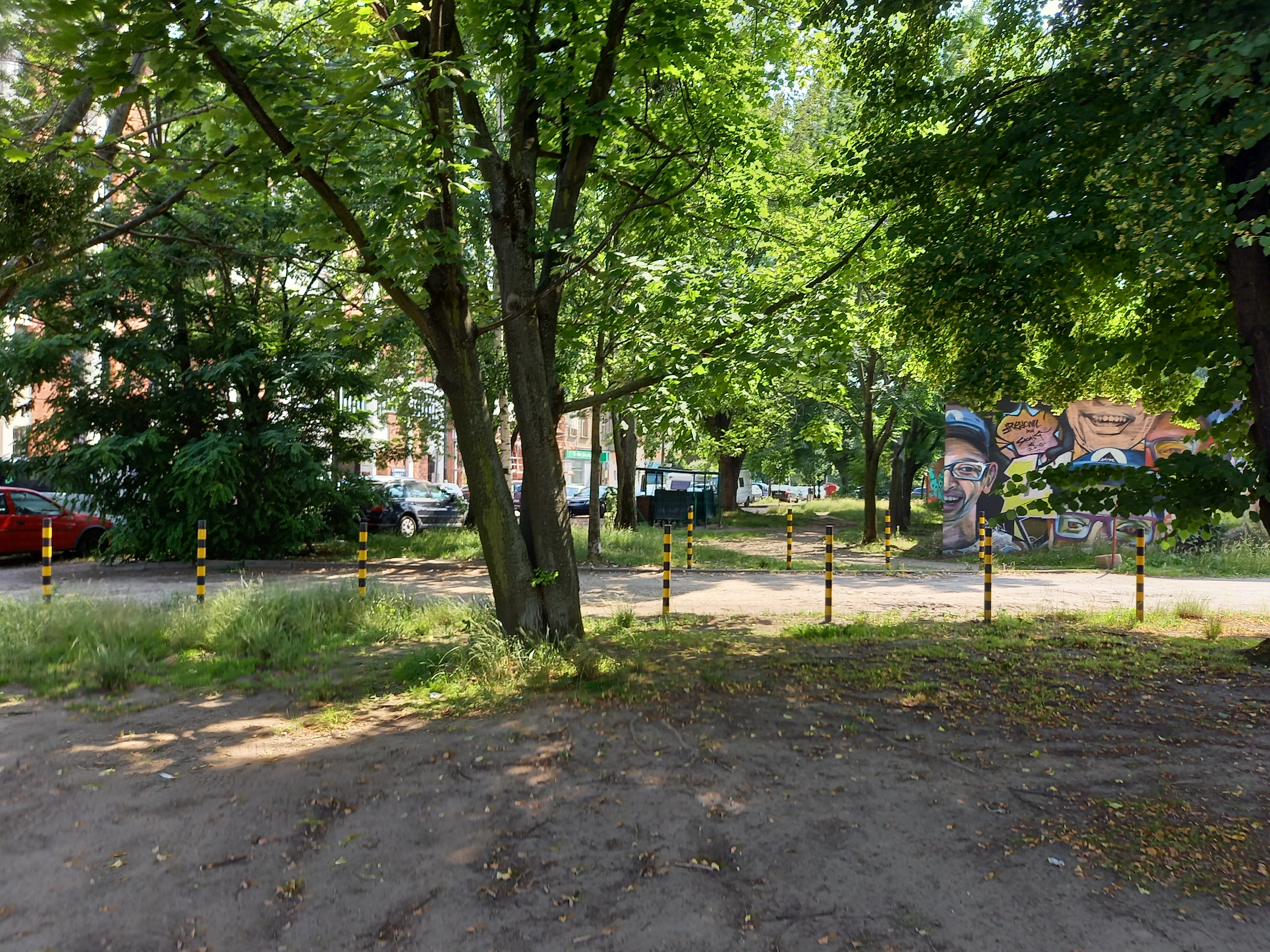
Park kieszonkowy

Ulica Owsiana na całej swej długości przebiega przez obszar tzw. osiedla kompletnego – Śródmieście Południowe – wskazanego przez urbanistów. W ramach standardów określonych w tym projekcie wyznaczono kierunki rozwoju tego obszaru, także na podstawie konsultacji społecznych, a ich realizacja oparta jest na Wytycznych przestrzennych na rzecz osiedli kompletnych . Dla obszarów i elementów zagospodarowania przestrzennego związanych z ulicą Owsianą wskazano między innymi na takie elementy jak połączenia piesze i rowerowe, miejsca odpoczynku i spotkań, przebywania i spędzania czasu, sprzyjania bioróżnorodności m.in. tworzenie szpalerów drzew i utrzymaniu zieleni wysokiej, promocji aktywnego trybu życia. Droga ta wskazywana jest jako ulica istotna dla spójności przestrzeni publicznej osiedla. Łączy ulicą Swobodną stanowiąca szkielet przestrzeni publicznej osiedla (łącznie z początkowym odcinkiem ulicy Owsianej) z ulicą Zaporoską stanowiąca przestrzeń publiczną o charakterze ogólnomiejskim.

## Baza TERYT
Dane Głównego Urzędu Statystycznego z bazy TERYT, spis ulic (ULIC):
- województwo: dolnośląskie (02)
- powiat: Wrocław (0264)
- gmina/dzielnica/delegatura: Wrocław (0264011) gmina miejska
- Miejscowość podstawowa: Wrocław (0986283) miasto / Wrocław-Krzyki (0986544)
- Gmina/dzielnica/delegatura: Wrocław (0264011) / Wrocław-Krzyki (0264039)
- kategoria/rodzaj: ulica
- Nazwa ulicy: ul. Owsiana (15481).